# Maria Caniglia
Maria Caniglia (* 5. Mai 1905 in Neapel; † 16. April 1979 in Rom) war eine italienische Opernsängerin (Sopran) der 1930er und 1940er Jahre.

## Leben
Maria Caniglia studierte zunächst am Musik-Konservatorium San Pietro a Majella in Neapel bei Agostino Roche. Ihre Bühnenkarriere begann 1930 in Turin in der Rolle der Chrysothemis in der Oper Elektra. Im gleichen Jahr trat sie in Genua auf in der Rolle der Magda in der Oper La campana sommersa (dt. Titel Die versunkene Glocke), in Rom als Elsa in Lohengrin sowie an der Mailänder Scala als Maria in Lo straniero von Ildebrando Pizzetti.
In dramatischen Hauptrollen des Sopran trat Caniglia bis 1951 regelmäßig an der Scala auf, wobei sie unter anderem in folgenden Rollen zu sehen war: Un ballo in maschera, La forza del destino, Aida (alle von Giuseppe Verdi), Andrea Chénier (Umberto Giordano), Tosca (Giacomo Puccini), Adriana Lecouvreur (Francesco Cilea).
International trat sie auf zum Beispiel im Palais Garnier (Paris), im Royal Opera House Covent Garden (London) und im Teatro Colón (Buenos Aires). Als Desdemona in Verdis Otello hatte sie ihr Debüt am 21. November 1938 an der Met.
Caniglia förderte die "Wiederauferstehung" längst vergessener Opern wie Gaetano Donizettis Poliuto und Verdis Oberto.
Als führende Opernsängerin ihrer Zeit traf sie auf bekannte Sängerkollegen und Dirigenten, mit denen sie Schallplatten aufnahm. Hier seien erwähnt Beniamino Gigli, Oliviero De Fabritiis und Tullio Serafin.
1939 heiratete Caniglia Pino Donati, den italienischen Komponisten und musikalischen Leiter der Arena von Verona, des Teatro Comunale di Bologna und der Chicago Lyric Opera.